# 旃檀林 (九華山)
旃檀林（せんだんりん）は、中華人民共和国安徽省池州市青陽県九華山にある仏教寺院。

## 歴史
旃檀林は清の康熙年間に建立された。咸豊年間、太平天国の乱の火難で、寺は全焼した。光緒11年（1886年）、定禅法師は寺院を再建した。
中華民国の時、住職の福星は寺院を拡張した。居士の易国干は「福慧双修」の扁額を贈呈します。
1983年、中華人民共和国国務院は仏寺を漢族地区仏教全国重点寺院に認定した。

## 伽藍
大雄宝殿、三聖殿、大悲殿